# Alison MacMillan
Alison MacMillan, née à Devon est une femme politique britannique qui est gouverneur de Gibraltar par intérim de novembre à décembre 2013 et de septembre 2015 à janvier 2016.